# Quinto Giunio Bleso (console 28)
Quinto Giunio Bleso (in latino Quintus Iunius Blaesus; ... – 36) è stato un politico e militare romano.

## Origini familiari
Bleso era il figlio di Quinto Giunio Bleso, un homo novus, proveniente da una famiglia non nobile. Sappiamo che era cugino materno di Seiano, prefetto del pretorio sotto Tiberio, attraverso la sorella del padre Giunia, moglie prima di Quinto Elio Tuberone e poi di Lucio Seio Strabone (padre di Seiano). Aveva certamente un fratello, di cui però nulla è noto, se non il suicidio contemporaneo nel 36.

## Biografia
Nel 14, anno in cui morì Augusto, Bleso si trovava in Pannonia come tribuno militare insieme al padre, legato a capo delle legioni VIII Augusta, VIIII Hispana e XV Apollinaris; queste legioni, dopo la morte dell'imperatore, si ribellarono al nuovo Principe, istigate da un certo Percennio. Quando il padre di Bleso venne a sapere dell'intenzione dei suoi soldati riuscì a calmarli con i suoi discorsi, ma questi volevano comunque che le loro richieste venissero accordate da Tiberio. Allora la parola dei legionari venne portata a Roma proprio dal figlio del legato. Tiberio venne quindi a sapere della rivolta e decise allora di inviare il figlio Druso minore che riuscì a mettere fine alle insurrezioni uccidendo i sobillatori.
Nel 21 il padre di Bleso diventò proconsole d'Africa, mentre era in corso la rivolta di Tacfarinas. Bleso lo seguì, anche questa volta come tribuno. Il padre di Bleso, per sconfiggere l'esercito di Tacfarinas, organizzò una nuova tattica militare: poiché i ribelli non volevano una battaglia ma facevano scorribande in tutti i territori romani, l'esercito venne diviso in tre parti, una comandata dal proconsole, una dal figlio e l'altra dal tribuno Publio Cornelio Lentulo Scipione. In questo modo il romani respinsero sempre di più le forze avversarie e, catturato il fratello di Tacfarinas, Tiberio decise di concedere al padre di Bleso l'onore di essere chiamato imperator.
Bleso sposò Domizia maggiore, figlia di Lucio Domizio Enobarbo e Antonia maggiore, dalla quale ebbe un figlio ucciso nel 69 da Vitellio. Nel 28 Bleso diventò console suffectus e nel 31 Seiano, che aveva aiutato la sua famiglia, cadde e venne condannato a morte; in quello stesso anno il padre di Bleso, colpevole di essere stato un amico del rinnegato perfetto del pretorio decise di uccidersi, per non incorrere nella furia del Principe. Sia Bleso che il fratello, poiché temevano anche loro di incappare nella vendetta di Tiberio, che li stava spogliando di ogni onore dopo la morte di Seiano e del padre, si suicidarono nel 36.